# Aonidiella
Genre
Aonidiella est un genre d'insectes hémiptères de la super-famille des cochenilles.

## Liste des espèces
Selon BioLib (16 octobre 2024) :
- Aonidiella atlantorum Matile-Ferrero & Balachowsky, 1972
- Aonidiella aurantii (Maskell, 1879) — pou rouge de Californie
- Aonidiella citrina (Coquillett, 1891)
- Aonidiella comperei McKenzie, 1937
- Aonidiella eremocitri McKenzie, 1937
- Aonidiella inornata McKenzie, 1938
- Aonidiella lauretorum (Lindinger, 1911)
- Aonidiella mesembryanthemi Vallot, 1829
- Aonidiella orientalis (Newstead, 1894)
- Aonidiella taorensis (Lindinger, 1911)
- Aonidiella taxus Leonardi, 1906
- Aonidiella tinerfensis (Lindinger, 1911)